# Alexander Mayer (Dirigent)

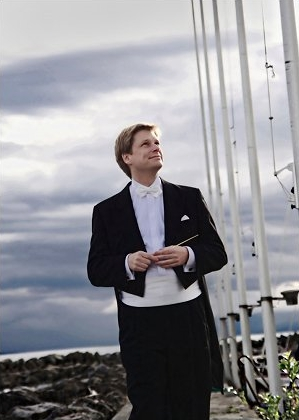
Alexander Mayer

Alexander Mayer (* 20. März 1973 in Saarbrücken) ist ein deutscher Dirigent.

## Leben
Nach seinem Abitur am Leibniz-Gymnasium St. Ingbert studierte Alexander Mayer 1992 bis 2000 an der Hochschule für Musik Saar Kirchenmusik bei Leo Krämer und Orchesterleitung bei Max Pommer. Meisterkurse und weitere Studien führten ihn zu Neeme Järvi, Jorma Panula, Gennady Rozhdestvensky, Frieder Bernius, Stefan Parkman und Toshiyuki Kamioka.
Seine internationale Karriere begann Alexander Mayer 2003 mit dem Gewinn des Internationalen Dirigentenwettbewerbs in Tokyo. Seitdem gastierte er unter anderem beim Sinfonieorchester Basel, Orchestra del Maggio Musicale Fiorentino, Orchestra Sinfonica Siciliana, Orchestra Sinfonica Abruzzese, Zugló Filharmónia Budapest, Philharmonischen Orchester Luxemburg, Ensemble Orchestral de Paris, Rundfunksinfonieorchester Saarbrücken (heute: Deutsche Radio Philharmonie Saarbrücken Kaiserslautern), der Württembergischen Philharmonie Reutlingen, dem Südwestdeutschen Kammerorchester Pforzheim, den Philharmonischen Orchestern in Tokyo und Osaka, Yucatan Symphony Orchestra, Sinfonieorchester Wuppertal, Thüringen Philharmonie Gotha und der Hamburger Camerata.
Von 2000 bis 2010 war Alexander Mayer Musikdirektor der Universität Trier, von 1999 bis 2013 Chefdirigent des Sinfonieorchesters des Landkreises Kaiserslautern und von 2008 bis 2021 Erster Gastdirigent des Landes-Jugend-Symphonie-Orchesters Saar.
Er ist Gründer und war über viele Jahre Künstlerischer Leiter des Kammerorchesters Ricercare: Mit diesem Ensemble hat er eine Vielzahl von Werken bei jungen Komponisten in Auftrag gegeben sowie Cross-Over-Projekte realisiert, die regelmäßig vom Saarländischen Rundfunk mitgeschnitten wurden.
2008/2009 war er an der Genfer Oper als Assistent von Donald Runnicles und John Nelson für die Einstudierungen von Benjamin Brittens Peter Grimes und Carl Maria von Webers Freischütz verantwortlich. Von 2010 bis 2019 war Alexander Mayer als Musikdirektor des Ensemble Symphonique Neuchâtel (Schweiz) tätig, 2013–2017 hatte er die gleiche Position auch bei der Sinfonietta de Lausanne inne.
Seit 2021 arbeitet er als 1. Kapellmeister und stellvertretender Generalmusikdirektor am Theater Vorpommern. Dort zeichnet er neben Konzerten mit dem Philharmonischen Orchester Vorpommern verantwortlich für die Neueinstudierungen von Glucks Orfeo ed Euridice, Mozarts Le Nozze di Figaro, Rossinis La Cenerentola, Offenbachs Orpheus in der Unterwelt, Ernst Kreneks Jonny spielt auf, Astor Piazzollas Maria de Buenos Aires, Frederick Loewes My Fair Lady und die Deutsche Erstaufführung von Missy Mazzolis Songs from the uproar. Darüber hinaus leitete er Wiederaufnahmen und Aufführungen von Tschaikowskys Nussknacker, Verdis La Traviata, Lehárs Lustige Witwe, Brittens Ein Sommernachtstraum und Ralph Benatzkys Meine Schwester und ich.
Neben seinem dirigentischen Wirken tritt er als Organist und Kammermusiker auf.
Zu den Künstlern, mit denen er bisher zusammengearbeitet hat, zählen unter anderem Gautier Capuçon, Tzimon Barto, Gustav Rivinius, Alexei Ljubimow, Ramón Ortega Quero, Alexander Jewgenjewitsch Kobrin und Luiza Braz.Batista. Eine enge künstlerischer Partnerschaft verbindet ihn darüber hinaus mit der Klezmer-Band Kolsimcha.

## Auszeichnungen und Preise
- 2003: Gewinner des Tokyo International Music Competition for Conducting (Schirmherr: Seiji Ozawa) und Finalist beim Internationalen Dirigierwettbewerb Eduardo Mata in Mexiko-Stadt.[3]
- 2004 und 2008: In Zusammenarbeit mit dem Sinfonieorchester des Landkreises Kaiserslautern: Gewinn des Deutschen Orchesterwettbewerbs
- 2010: Sonderpreis MusikKultur Rheinland-Pfalz und Einladung zum David-Oistrach-Festival unter Neeme Järvi.

## Uraufführungen/Erstaufführungen
- 2002: Tobias Schwencke: Concerto für Klarinette und 15 Streicher
- 2003: Christof Thewes: „Kosmisches Picknick“ für Altsaxophon und Orchester
- 2004: Tobias Schwencke: „Reminiszenzen“ für großes Orchester
- 2006: Bernd Thewes: „abwendigMACHT“ für Mezzosopran und Orchester
- 2006: Bernd Thewes: Instrumentation der Klaviersonate D 960 von F. Schubert
- 2006: Claas Willeke „Ruhender Engel“ für Englischhorn und Orchester
- 2007: Jörg Nonnweiler: „traumklang gesungen II“
- 2008: Stefan Scheib: „hie und da“
- 2009: Peter Bannister: „Abendempfindung“
- 2011: Victor Cordero: „Instants“
- 2013: Sofia Gubaidulina: „Fachwerk“ – Schweizer Erstaufführung
- 2013: Nebojsa Zivkovic: „Obsession“
- 2015: Olivier Truan/Kolsimcha: „Tewje“
- 2016: Salvatore Sciarrino: „Il giornale della Necropoli“ - Italienische Erstaufführung
- 2025: Missy Mazzoli: "Song from the Uproar" - Deutsche Erstaufführung